# Jan Poštulka
Jan Poštulka (* 9. březen 1949) je český fotbalový trenér a bývalý brankář. Jeho synem je reprezentační fotbalový brankář Tomáš Poštulka.

## Fotbalová kariéra
Je odchovancem TJ Sokol Troubelice, dále hrál za TJ Uničovské strojírny Uničov. V československé lize chytal ze Sparta Praha, Inter Bratislava a Bohemians Praha, nastoupil v 94 ligových utkáních. Hrál i v Indonésii.
- Indonésie [1].

## Ligová bilance
| Ročník                                   | Zápasy | Góly | Klub             |
| ---------------------------------------- | ------ | ---- | ---------------- |
| 1. československá fotbalová liga 1973/74 | 10     | 0    | Sparta Praha     |
| 1. československá fotbalová liga 1974/75 | 25     | 0    | Sparta Praha     |
| 2. československá fotbalová liga 1975/76 | -      | 0    | Sparta Praha     |
| 1. československá fotbalová liga 1976/77 | 26     | 6    | Sparta Praha     |
| 1. československá fotbalová liga 1977/78 | 13     | 0    | Inter Bratislava |
| 1. československá fotbalová liga 1978/79 | 12     | 0    | Inter Bratislava |
| 1. československá fotbalová liga 1980/81 | 8      | 0    | Bohemians Praha  |
| CELKEM 1. liga                           | 94     | 0    |                  |

## Trenérská kariéra
- FK Teplice – asistent a spolutrenér v letech 2002 – 2004
- LD Alajuelense (Kostarika)[2]
  - 2x Mistr Kostariky
  - Vítěz poháru mistrů středoamerických zemí a Karibiku
  - finalista CONCACAFu
- Municipal de Guatemala (Guatemala)
  - Vítěz guatemalského poháru
- FC Bananc Jerevan (Arménie)
  - Vítěz arménského poháru

## Ostatní
- Cena Fair-Play českého olympijského výboru za celoživotní přispění - Jan Poštulka získal cenu Fair Play českého olympijského výboru za záchranu 3 lidských životů.